# 弗朗西斯科·克拉维罗·洛佩斯
弗朗西斯科·克拉维罗·洛佩斯（葡萄牙語：Francisco Craveiro Lopes，1894年4月12日—1964年9月2日）是葡萄牙政治家和军人。他是葡萄牙共和国第12任总统，任期为1951年至1958年。

## 早期生活和职业
洛佩斯出生在里斯本，父亲是葡萄牙陆军上将、第122任葡属印度总督若昂·卡洛斯·克洛威罗·洛佩斯，妻子是朱莉娅·克洛蒂尔德·克里斯蒂亚诺·萨利纳斯。
他在1911年完成了他的军事学院的学业，然后进入了里斯本工业大学，同年他加入了一个骑兵团。他继承了父亲的职位，成为葡属印度第123任总督。

## 总统
1951年，葡萄牙总理安东尼奥·德·奥利维拉·萨拉查选择克拉维罗·洛佩斯作为总统候选人，接替已故的奥斯卡·卡尔莫纳。最初，海军军官曼努埃尔·昆塔奥·梅雷雷斯与他对垒，这是新国家政体第二次有争议的选举。然而，昆塔奥·梅雷雷斯在选举日之前退出，而克拉维罗·洛佩斯在没有对手的情况下当选。
根据宪法，总统被授予近乎独裁的权力。实际上，卡尔莫纳基本上把政府交给了萨拉查。然而，克拉维罗·洛佩斯却不愿像卡尔莫纳那样放手给萨拉查，并计划解雇萨拉查。实际上，总统解除总理的权力是对萨拉查权力的唯一制约。
然而，萨拉查在1958年选择了看起来更加顺从的海军部长阿梅里科·托马斯作为政权的候选人。随后，民主反对派邀请克拉维罗·洛佩斯作为他们的候选人，但他知道自己没有获胜的机会，于是拒绝了。作为补偿，萨拉查政权提拔他为元帅。他参与了1961年推翻萨拉查的失败军事行动，行动的领导人是国防部长胡利奥·博特略·莫尼兹。
他于1964年9月2日在里斯本去世。